# Annus horribilis

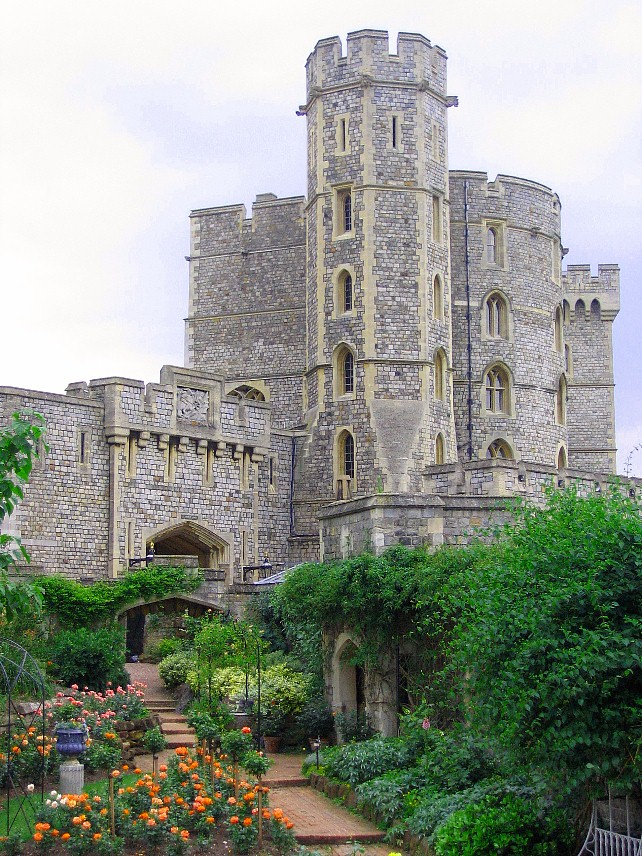
Windsor Castle

Annus horribilis (lateinisch für schreckliches Jahr), bekannt als persönliche Bewertung des Jahres 1992 durch Königin Elisabeth II., ist eine ironische Anspielung auf den Ausdruck annus mirabilis.

## Königin Elisabeth II.
Die Redewendung annus horribilis (Schreckliches Jahr) wurde von Königin Elisabeth II. in der Guildhall am 24. November 1992 anlässlich einer Rede zu ihrem 40. Thronjubiläum verwendet. Sie sagte:

“1992 is not a year on which I shall look back with undiluted pleasure. In the words of one of my more sympathetic correspondents, it has turned out to be an ’Annus Horribilis’.”

„1992 ist kein Jahr, auf das ich mit uneingeschränkter Freude zurückblicken sollte. In den Worten eines mir eher wohlwollenden Briefeschreibers: Es hat sich als ein ‚schreckliches Jahr‘ herausgestellt.“

Der nächstliegende Bezug betraf das Feuer in Windsor Castle vier Tage zuvor, bei dem das Schloss schwer beschädigt wurde und mehrere Kunstwerke unwiederbringlich verloren gegangen waren.
Es gab jedoch noch andere Gründe für den Ausspruch:
- Im März des Jahres wurde Mauritius, der allerletzte Commonwealth Realm in Afrika, in eine Republik innerhalb des Commonwealth umgewandelt.
- Später im März trennten sich Elisabeths zweiter Sohn Prinz Andrew und Sarah Ferguson.
- Später im Jahr wurden „oben ohne“-Fotos von Sarah, die sie mit ihrem damaligen Freund John Bryan zeigten, veröffentlicht.
- Im April wurde die Scheidung von Elisabeths Tochter Anne von Mark Phillips rechtskräftig.
- Im Juni wurde das Buch Diana: Ihre wahre Geschichte von Andrew Morton veröffentlicht, in dem  intime Details über die Ehe von Prinz Charles und Prinzessin Diana (z. B. Charles’ außereheliche Affäre, Dianas psychische Probleme) publik wurden und für einen großen Skandal sorgten. Später wurde bekannt, dass Diana maßgeblich am Buch mitwirkte, was aber für alle Leser offensichtlich erschien.
- Im August wurden intime Gespräche zwischen Prinzessin Diana und James Gilbey, von einer Tonbandaufnahme abgehörter Telefongespräche, durch die Zeitung The Sun (Squidgygate) veröffentlicht.
- Die Ehekrise von Prinzessin Diana und Prinz Charles sorgte das ganze Jahr für negative Schlagzeilen, am 9. Dezember sahen sie sich gezwungen, die Trennung bekanntzugeben.